# Mathias Gehrt
Mathias Krathmann Gehrt (født 7. juni 1992) er en dansk fodboldspiller, der spiller for Hvidovre IF.

## Karriere
Han fik sin superligadebut for Brøndby IF den 6. marts 2011 i 1-1 kampen mod Lyngby BK. Han scorede sit første superligamål d. 3. april 2011 i en kamp mod Silkeborg IF.
Den 22. august 2013 skrev han under på en toårig kontrakt med ADO Den Haag. Den 25. september 2016 blev det offentliggjort, at Mathias Gehrt skiftede til FC Helsingør, hvor han skrev under på en aftale gældende resten af 2016. Det lykkedes dog ikke parterne at opnå enighed om en kontraktforlængede, og den 28. januar 2017 skiftede han videre til FC Roskilde, hvor han skrev under på en toårig kontrakt.